# Pimpla perssoni
Pimpla perssoni (лат.) — вид ихневмоноидных наездников рода пимплы из подсемейства Pimplinae (Ichneumonidae, Hymenoptera).

## Распространение
Северная и Южная Америка: Мексика (Веракрус, Табаско), Бразилия, Сальвадор, Уругвай, Коста-Рика.

## Описание
Перепончатокрылые насекомые-ихневмониды, которые от близких мексиканских видов отличаются следующими признаками: основная окраска тела желтоватая; тергиты 2-3 метасомы в центральной части гладкие и полированные; мезоскутум жёлтый с тремя чёрными или коричневыми продольными полосами; метасома ярко-жёлтая с чёрным. Самка с тергитами 6-7 жёлтая, только узко чёрная спереди. Также у самок простые и крупные коготки лапок, прямая вершина яйцеклада, слабовогнутый внутренний край сложного глаза перед местом прикрепления усиков.